# 威廉·基契爾
威廉·基契爾（英語：William Kircher，1958年5月23日—）是紐西蘭男演員，曾參演多部電影、電視劇和舞台劇。最著名的角色是在《哈比人》電影中飾演的矮人畢佛。

## 生平
基契爾18歲時從紐西蘭戲劇學校畢業，之後便投入表演事業，先後出演超過100齣的舞台劇。1990年代晚期，他進入Cloud 9螢幕娛樂公司任職。2003年，他與友人合夥創立Screen Adventures公司。2012年，他在系列電影《哈比人》中飾演矮人畢佛。

## 家庭
基契爾的妻子是搖滾歌手Nicole Chesterman，他們有四個女兒。

## 部分作品
- 2012年電影《哈比人：意外旅程》 飾 畢佛／食人妖湯姆
- 2013年電影《哈比人：荒谷惡龍》  飾 畢佛
- 2014年電影《哈比人：五軍之戰》飾 畢佛

## 外部連結
- 威廉·基契爾在互联网电影资料库（IMDb）上的資料（英文）
- 威廉·基契爾在时光网上的簡介（简体中文）
- 威廉·基契爾的X（前Twitter）